# Marie Dokoupilová
Marie Dokoupilová  (* 29. března 1960, Šternberk – 22. března 2025) byla česká regionální historička, věnující se především dějinám židovské menšiny v Prostějově a dějinám Prostějovska od konce 18. do poloviny 20. století.
V letech 1994–2019 působila v Muzeu a galerii v Prostějově.
Byla členkou redakční rady časopisu KROK – Kulturní revue Olomouckého kraje.

## Dílo (výběr)
- Arizace podniků a živností, které se nezabývaly tovární výrobou oděvů, arizace obchodů a obchodních činností v Prostějově. Židé a Morava XXV, 2019, s. 150–226.
- Co bêlo a ôž nigdá nebôde. Vzpominkê na moje mlady leta v Šômvaldě. Olomouc 2011.
- Lola Beer Ebner – izraelská módní ikona z Prostějova. KROK: kulturní revue Olomouckého kraje, 13, 2016, č. 4, s. 48–49.
- Postup a výsledky arizace v Prostějově. Židé a Morava XXIV, 2018,s. 169–220. ISBN 978-80-85945-77-5.
- Poválečné restituce starého židovského hřbitova v Prostějově. Střední Morava, 23, 2017, č. 44, s. 70–79.
- Zaniklá zahrada živých a hledání ztracených náhrobků. Židé a Morava XXIII, 2017, s. 37–59.

## Ocenění
- Cena města Prostějova (2016)[5]